# Радянсько-фінський договір про ненапад

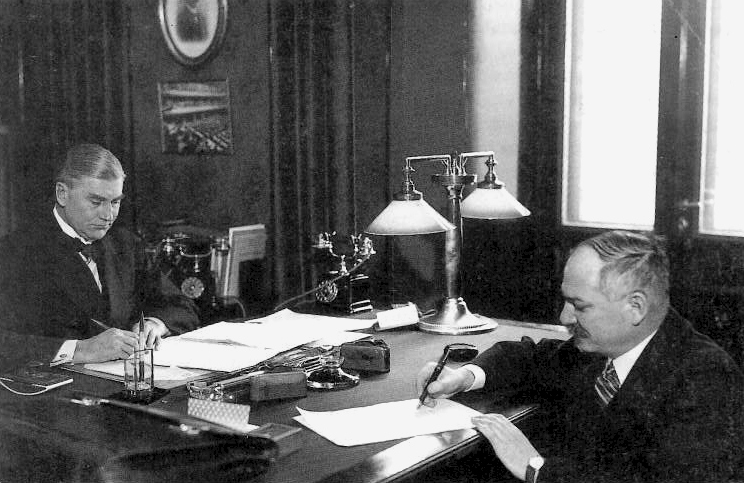
Підписання договору про ненапад. 21 січня 1932, Гельсінкі. Зліва фінський міністр закордонних справ Аарно Юрьйо-Коскінен, праворуч — повпред Радянського Союзу у Фінляндії Іван Майський

Договір про ненапад і про мирне врегулювання конфліктів між Фінляндією і Радянським Союзом — міждержавна угода, підписана 21 січня 1932 представниками Фінляндії (міністром закордонних справ Аарно Юрьйо-Коскіненом) та Радянського Союзу (повноважним представником Радянського Союзу у Фінляндії Іваном Михайловичем Майським). 28 листопада 1939 Радянський Союз в односторонньому порядку розірвав договір., приводом для чого став майнільський інцидент.

## Переговори
Радянський Союз почав вести переговори про укладення договорів про ненапад з сусідніми країнами в Європі через вторгнення японців у Маньчжурію: СРСР намагався таким чином убезпечити свої кордони. Радянський Союз до цього вже підписав такі договори з Естонією, Латвією та Польщею. Залишалася Фінляндія. Обидві сторони гарантували, що будуть поважати кордони між країнами і погодилися залишатися нейтральними. Спірні моменти і конфлікти обіцяли вирішувати неупереджено, мирними засобами.
Договір набув чинності 9 серпня 1932. Строк його дії встановлено на 3 роки (ст. 8). Протоколом від 7 квітня 1934 термін чинності договору подовжено до 31 грудня 1945. Протокол підписано у Москві фінським послом Аарно Юрйо-Коскіненом і радянським наркомом закордонних справ Максимом Литвиновим.
Радянський Союз 28 листопада 1939 розірвав договір за два дні до свого вторгнення у Фінляндію, стверджуючи, що Фінляндія напала на радянське прикордонне село. Згідно з п'ятою статтею договору, а також укладеною 22 квітня 1932 на підставі цієї статті Конвенцією про погоджувальну процедуру, обидві сторони повинні були створити погоджувальну комісію для розслідування інциденту, Фінляндія спробувала це зробити, але Радянський Союз відкинув цю пропозицію.

## Галерея

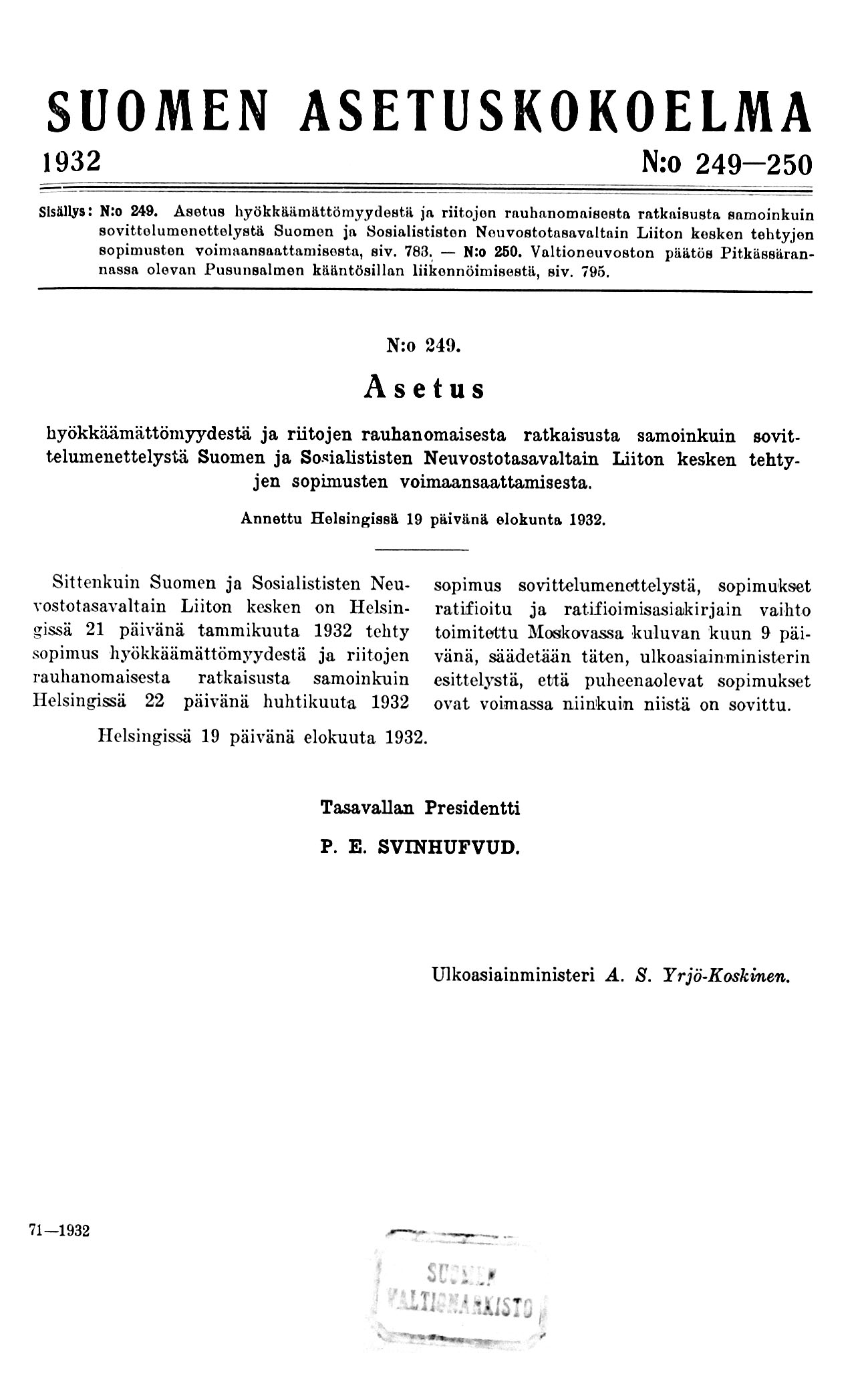
Текст договору (с. 1)
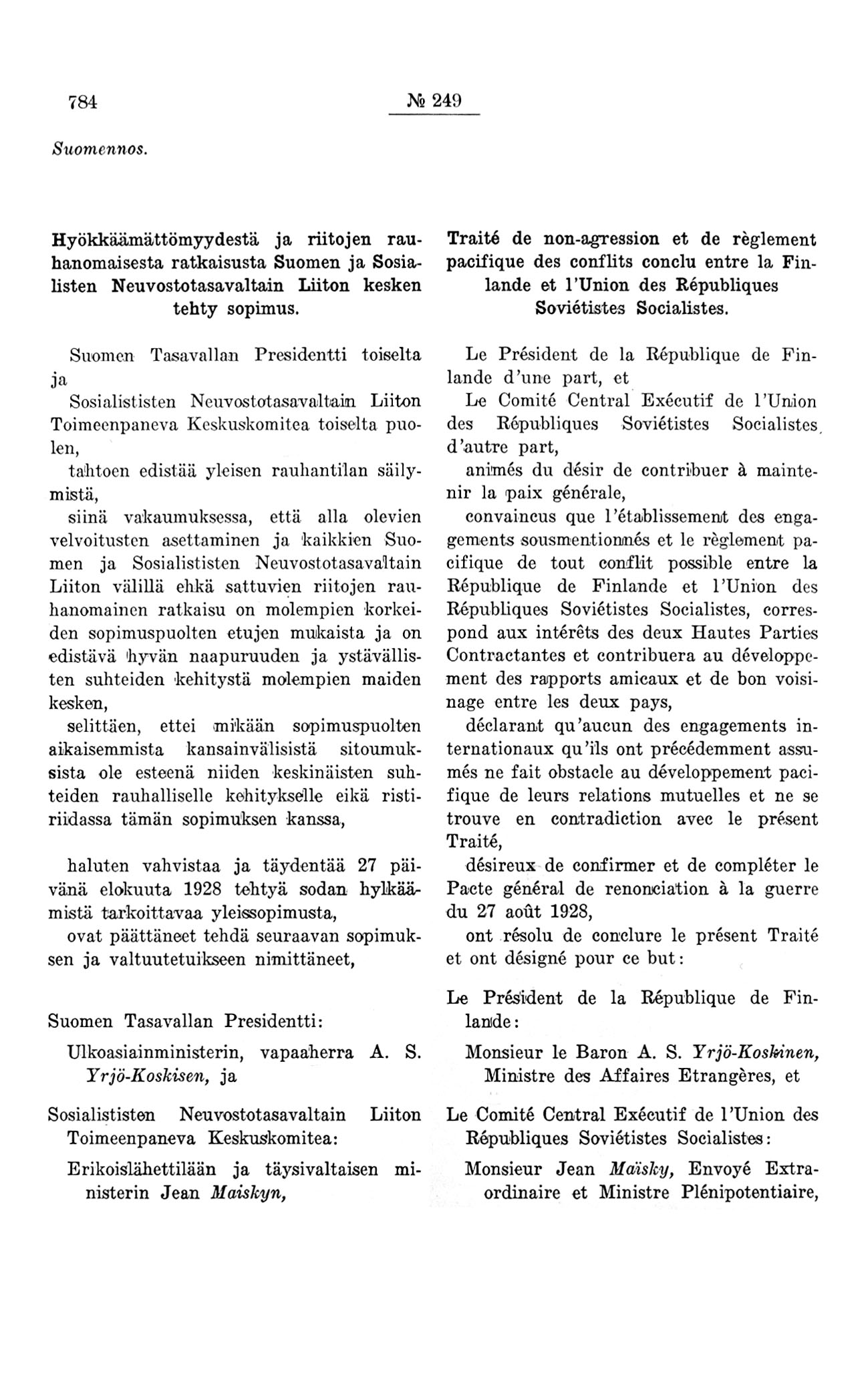
Текст договору (с. 2)
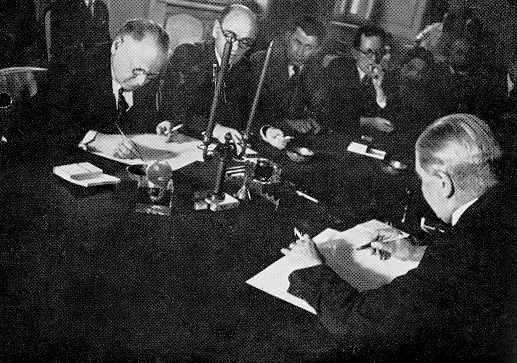
Народний комісар закордонних справ СРСР М. М. Литвинов разом з послом Фінляндії у Москві бароном Аарно Юрьйо-Коскіненом підписують 7 квітня 1934 протокол про продовження договору про ненапад 1932 р.